# Welcome!
『Welcome!』（ウェルカム）は、Fuki Communeの1枚目のオリジナルアルバム。2016年6月22日にビクターエンタテインメントから発売された。

## 概要
LIGHT BRINGERやDOLL$BOXXでボーカルを務めるFukiによるソロプロジェクト「Fuki Commune」の第1弾アルバム。ビクター移籍後初のアルバムでもある。
Fukiの夢であった「ソロでアニソン歌手を目指したい」、「やりたかったことを深く知ってもらいたい」という想いもありアニメ・ゲームタイアップ曲、ポップスが多数収録されている。
主に作詞はFuki、作曲・編曲はLIGHT BRINGERでキーボードを務めるMaoが担当した。加えて「新撰組暁風録 勿忘草」主題歌のタイアップ曲「朝な朝な」は作詞：hotaru 、作曲：onoken、「乱れ雪月華 -儚く散る細雪-」OP主題歌のタイアップ曲「狂い咲け雪月華」は作詞：一ノ瀬貴妃、作曲：MACARONI☆となっている。
Fukiは今回のアルバムについて「これまでも声の振り幅を出してきたつもりだったんですけど、今までの中で一番その差が大きいアルバム」、「メタルっぽい曲も作りつつ、Maoくんの好きな曲を作曲して欲しいとお願いしたので、彼がやりたかったこと、書きたかったものも詰まっていると思います。」と語っている。

## 収録曲
| #         | タイトル                                                                      | 作詞       | 作曲      | 編曲       | 時間  |
| --------- | ----------------------------------------------------------------------------- | ---------- | --------- | ---------- | ----- |
| 1.        | 「Welcome to my dream -Instrumental-」                                        |            | Mao       | Mao        | 1:14  |
| 2.        | 「月が満ちる前に」(アプリゲーム『イケメン革命◆アリスと恋の魔法』主題歌)       | Fuki       | Mao       | Mao 若井望 | 4:35  |
| 3.        | 「輝く夜へようこそ！」(TVアニメ『怪盗ジョーカー』シーズン3エンディングテーマ) | Fuki       | Mao       | Mao 若井望 | 3:48  |
| 4.        | 「I'll never let you down!」                                                  | Fuki       | Mao       | Mao        | 4:36  |
| 5.        | 「僕が生きる世界」                                                            | Fuki       | Mao       | Mao 若井望 | 4:10  |
| 6.        | 「朝な朝な」(シチュエーションCD『新撰組暁風録 勿忘草』主題歌)                 | hotaru     | onoken    | onoken     | 3:45  |
| 7.        | 「狂い咲け雪月華」(PCゲーム『乱れ雪月華 -儚く散る細雪-』OP主題歌)             | 一ノ瀬貴妃 | MACARONI☆ | MACARONI☆  | 4:06  |
| 8.        | 「青い季節に」                                                                | Fuki       | Mao       | Mao        | 4:40  |
| 9.        | 「Liberator」(PCゲーム『Liber_7』OP主題歌)                                    | Fuki       | Mao       | Mao        | 3:36  |
| 10.       | 「未来」                                                                      | Fuki       | Mao       | Mao        | 6:25  |
| 11.       | 「Sail on my love」                                                           | Fuki       | Mao       | Mao        | 5:05  |
| 合計時間: | 合計時間:                                                                     | 合計時間:  | 合計時間: | 合計時間:  | 46:06 |

| #  | タイトル                            | 作詞 | 作曲・編曲 |
| -- | ----------------------------------- | ---- | ---------- |
| 1. | 「輝く夜へようこそ！」(Music Video) |      |            |
| 2. | 「メイキング」                      |      |            |

## 楽曲解説
#02. 「月が満ちる前に」　アプリゲーム「イケメン革命◆アリスと恋の魔法」主題歌
恋に揺れ動く心情を綴った楽曲。
2015年にFukiがソロ・アーティストとしての構想をしていた際、Maoにストックしてもらっていた曲の中のひとつをベースにして作成された。「女性が主人公の恋愛ゲームであり、可愛らしく歌えるような曲」が意識されている。Fukiが作詞について「今回は原作のゲームというモチーフがあったので、すごく書きやすかった」と語るように、「月」や大元になった「不思議の国のアリス」の童話を髣髴とさせるワードが盛り込まれている。
#03. 「輝く夜へようこそ！」　TVアニメ「怪盗ジョーカー」エンディング・テーマ
Maoが「アニソンとはなんぞや？」とじっくり考えて作ったというエピソードのある曲。水樹奈々、GRANRODEOなどの楽曲を研究した上でいくつかフレーズを作成し、そのときに「ホントにアニソンっぽい」と思ったものが本楽曲である。小学生が歌うことを意識したキーの設定や、90秒の縛りの中でも歌を詰め込めるように作られている。Fukiは作詞について「歌詞の言葉遣いを主人公の少年らしく、ヤンチャでお茶目で天才肌でという色々な要素を盛り込み、彼の性格や口調を考えつつ書いた」と語っている。
#04. 「I'll never let you down!」
Fukiが「これこそ私の歌い方！」、「超カッコ良い曲で…と自分で言っちゃうくらい、超お気に入りです。」「アドリブ的な要素が強く、私の歌い方も結構遊んでいます。そういう意味では、ライヴっぽいかも。」と語る楽曲。メタル要素の強い楽曲となっている。
#08. 「青い季節に」
LIGHT BRINGER時代の「魔法」というさわやかなでポップな曲について、「今の私だったらもっと抜いて歌える」と思い、「今までで一番さわやかに、かわいく歌う」ことを意識して歌った楽曲。
#10. 「未来」
手塚治虫の『火の鳥 未来編』をモチーフにし作詞されている。3拍子から始まって、途中から4拍子に変わり、ダークで、展開はドラマチックなバラードである。作詞についてFuki自身は「今回のアルバムではマンガや小説をモチーフにして歌詞を書くという私の得意な手法は使わないことにしました。と言いつつ、「未来」だけは我慢できなかった」と語っている。

## 参加ミュージシャン
- Fuki (Vocal) M-2～11
- Mao（Keyboards） M-1～5、8～11
- 若井望 （Guitar） M-2～5、8～10
- 長谷川淳 (Bass) M2～5、8、10、11
- 青山英樹　（Drums)　M-2～5、8、10、11
- ISAO　（Guitar) M-11
- YU-ICHI （Guitar） M-1
- hotaru　(作詞) M-6
- onoken　(作曲/編曲) M-6
- 一ノ瀬貴妃　(作詞) M-7
- MACARONI☆　(作曲/編曲) M-7